# Hermann Neumann (Politiker, 1820)
Carl Friedrich Hermann Neumann (* 1. Mai 1820 in Arolsen; † 16. Januar 1906 in Erfurt) war ein deutscher Verwaltungsbeamter und Politiker.

## Leben
Hermann Neumann war der Sohn des Geheimrates Theodor Neumann (1783–1867) und dessen Ehefrau Marie Elisabeth, geborene Tassius († 1862). Er heiratete am 26. September 1845 in Grebenstein seine Cousine Mathilde geborene Otto (* 1824).
Neumann studierte Rechtswissenschaften und schloss das Studium 1841 ab. 1843 wurde er Advokat in Arolsen, 1845 in Rhoden und dann wieder in Arolsen. 1857 wurde er Kreissekretär in Korbach und 1859 Kreisrat in Pyrmont. Ab 1868 war er dort auch Brunnendirektor. 1869 wurde er zum Regierungsrat in Minden ernannt und 1880 in gleicher Funktion nach Erfurt versetzt. In Erfurt wurde er zum Geheimen Regierungsrat befördert.
In den Jahren 1863 bis 1866 war er Mitglied des Landtags der Fürstentümer Waldeck und Pyrmont. 1863 bis 1864 war er Mitglied des Spezial-Landtags für das Fürstentum Pyrmont und dort 1864 Präsident.